# Gräddvaxskivling
Gräddvaxskivling (Hygrophorus penarius) är en svampart som beskrevs av Fr. 1836. Gräddvaxskivling ingår i släktet Hygrophorus och familjen Hygrophoraceae.  Arten är reproducerande i Sverige. Inga underarter finns listade i Catalogue of Life.

## Bildgalleri

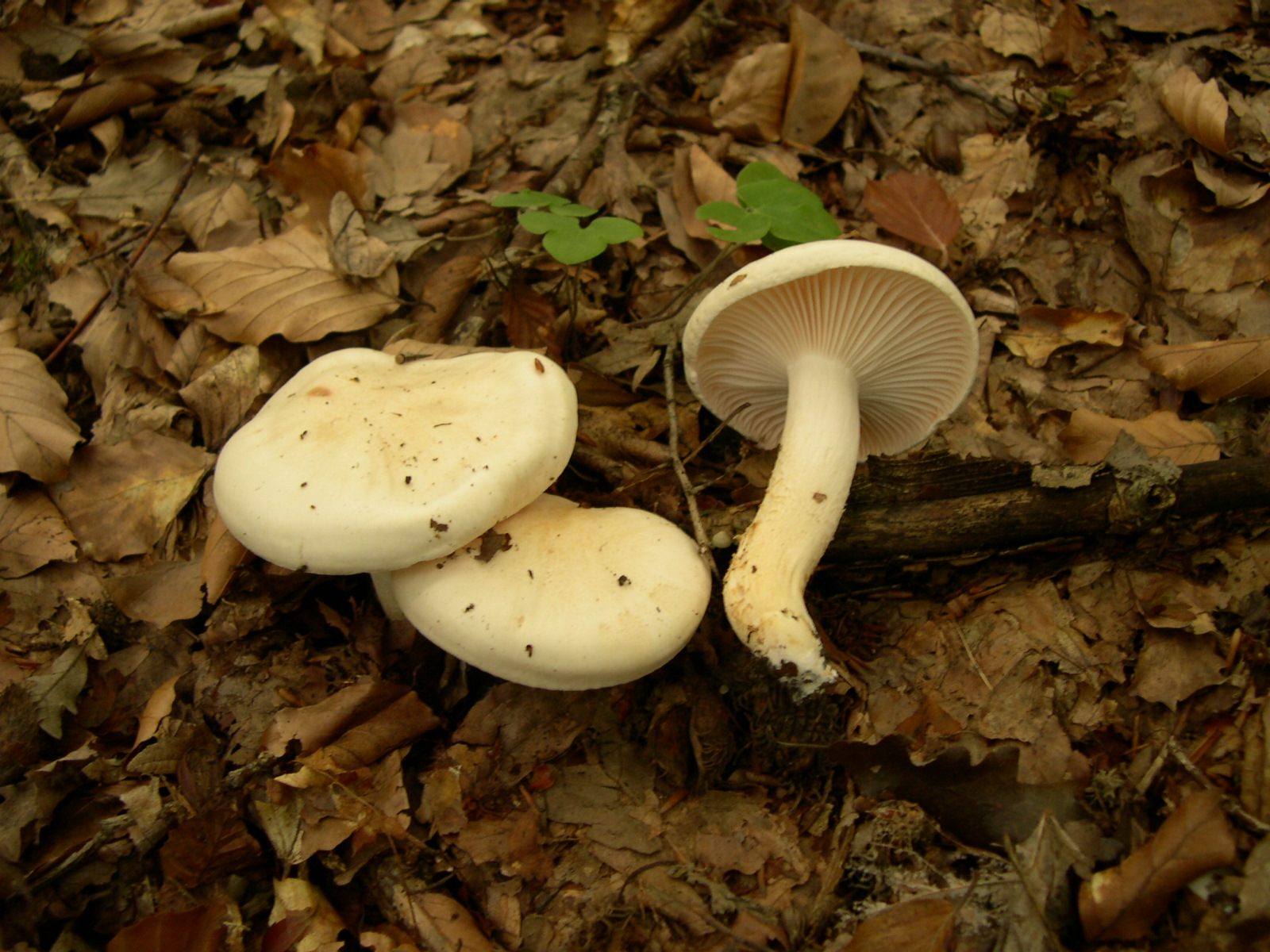